# 永井紗耶子
永井 紗耶子（ながい さやこ、1977年 -）は、日本の小説家。時代小説、歴史小説を中心としている。

## 略歴
静岡県島田市で生まれ、神奈川県横浜市で育つ。一人っ子。白百合学園中学校・高等学校を経て、2000年3月に慶應義塾大学文学部を卒業。ニッポン放送アナウンサーの吉田尚記は同じ慶應義塾大学文学部人間関係学科人間科学専攻の小林ポオルゼミの一学年上の先輩であり30年近い交流がある。大学卒業後、『産経新聞』（産業経済新聞社）の記者を経てフリーランスのライターとなり、新聞や雑誌などで記事を執筆する。
ビジネス雑誌で、老舗企業からベンチャー企業まで多くの経営者へのインタビュー取材を行う。佛教大学の大学院で仏教文化の修士号も取得している。
2010年、時代ミステリー小説『絡繰り心中』で「第11回小学館文庫小説賞」を受賞、同作を『恋の手本となりにけり』と改題して刊行し、小説家デビューを果たす。授賞式では、小学校の卒業文集で「将来の夢は作家」と記したと明かし、「ずっと小説を書いていきたいと思っていた。これからも書き続けていきたい」との旨を語った。

## 受賞歴
太字は受賞
- 2010年『絡繰り心中』で第11回小学館文庫小説賞を受賞[6]
- 2020年『商う狼 江戸商人 杉本茂十郎』で第3回細谷正充賞を受賞
- 2020年『商う狼 江戸商人 杉本茂十郎』で第10回本屋が選ぶ時代小説大賞を受賞
- 2021年『商う狼 江戸商人 杉本茂十郎』で第40回新田次郎文学賞を受賞[10]
- 2021年『商う狼 江戸商人 杉本茂十郎』で第27回中山義秀文学賞候補
- 2022年『女人入眼』で第167回直木三十五賞候補
- 2023年『木挽町のあだ討ち』で第36回山本周五郎賞を受賞[11]
- 2023年『木挽町のあだ討ち』で第169回直木三十五賞を受賞[12]

## ミステリ・ランキング
- 週刊文春ミステリーベスト10
  - 2023年 - 『木挽町のあだ討ち』8位

- このミステリーがすごい!
  - 2024年 - 『木挽町のあだ討ち』6位

- ミステリが読みたい!
  - 2024年 - 『木挽町のあだ討ち』4位

## 作品リスト

### 単行本

#### 単著
- 『恋の手本となりにけり』小学館、2010年10月。ISBN 978-4-09-386287-5。
  - 【改題/文庫版】『部屋住み遠山金四郎 絡繰り心中』小学館〈小学館文庫〉、2014年3月。ISBN 978-4-09-406033-1。
- 『旅立ち寿ぎ申し候』小学館、2012年3月。ISBN 978-4-09-386327-8。
  - 【改題/文庫版】『福を届けよ 日本橋紙問屋商い心得』小学館〈小学館文庫〉、2016年3月。ISBN 978-4-09-406274-8。
- 『帝都東京華族少女』幻冬舎〈幻冬舎文庫〉、2014年2月。ISBN 978-4-344-42154-7。
  - 【改題/文庫版】『華に影 令嬢は帝都に謎を追う』双葉社〈双葉文庫〉、2021年11月。ISBN 978-4-575-52521-2。
- 『広岡浅子という生き方』洋泉社、2015年10月。ISBN 978-4-8003-0752-1。
- 『横濱王』小学館、2015年8月。ISBN 978-4-09-386418-3。
  - 【文庫版】『横濱王』小学館〈小学館文庫〉、2018年9月。ISBN 978-4-09-406557-2。
- 『大奥づとめ』新潮社、2018年7月。ISBN 978-4-10-352021-4。
  - 【文庫版】『大奥づとめ よろずおつとめ申し候』新潮社〈新潮文庫〉、2021年4月。ISBN 978-4-10-102881-1。
- 『商う狼 江戸商人 杉本茂十郎』新潮社、2020年6月。ISBN 978-4-10-352022-1。
  - 【文庫版】『商う狼 江戸商人 杉本茂十郎』新潮社〈新潮文庫〉、2022年9月。ISBN 978-4-10-102882-8。
- 『女人入眼』中央公論新社、2022年4月。ISBN 978-4-12-005522-5。
- 『木挽町のあだ討ち』新潮社、2023年1月。ISBN 978-4-10-352023-8。

#### 共著
- 『戦国の城 アンソロジーしずおか』静岡新聞社、2020年9月。ISBN 978-4-7838-1121-3。芦辺拓、秋山香乃、谷津矢車、坂井希久子、杉山大二郎、蒲原二郎、彩戸ゆめ、鈴木英治、早見俊との共著。

### 雑誌掲載作品
- 「ちょぼくれの女」（『小説新潮』2017年10月号）
- 「ねこめでる女」（『小説新潮』2018年4月号）
- 「木戸芸者かく語る 木挽町のあだ討ち」（『小説新潮』2019年10月号）
- 「立師かく語る 木挽町のあだ討ち」（『小説新潮』2020年4月号）
- 「女形かく語る 木挽町のあだ討ち」（『小説新潮』2020年7月号）
- 「小道具夫婦かく語る 木挽町のあだ討ち」（『小説新潮』2020年10月号）

### 新聞小説
- 「きらん風月」（『産経新聞』朝刊連載中 2023年1月8日 - ）。栗杖亭鬼卵を主人公とした歴史小説）[1]